# Hans-Jürgen Berger
Hans-Jürgen Berger (ur. 21 września 1951 w Remscheid) – niemiecki lekkoatleta, skoczek w dal,  medalista halowych mistrzostw Europy. W czasie swojej kariery reprezentował RFN.
Zdobył srebrny medal w skoku w dal na halowych mistrzostwach Europy w 1975 w Katowicach. Wystąpił na igrzyskach olimpijskich w 1976 w Montrealu, ale nie zakwalifikował się do finału.
Był mistrzem RFN w skoku w dal w 1976 i brązowym medalistą w 1974. Był również wicemistrzem RFN w hali w tej konkurencji w 1974 i 1975.
Jego rekord życiowy w skoku w dal wynosił 8,00 m (1976).